# Gru i Malci: Neustrašivi špijuni
Gru i Malci: Neustrašivi špijuni (eng. Despicable Me 4) je američki računalno-animirani film iz 2024. godine studija Illumination Entertainment i nastavak animiranoga filma Kako je Gru postao dobar iz 2017. godine. Redatelji filma je Chris Renaud, distributerska kuća je Universal Pictures. Premijera filma bila je 3. srpnja 2024. godine u SAD-u.

## Glavne uloge
- Steve Carell – Gru/Chet Cunningham
- Kristen Wiig – Lucy Wilde/Blanche Cunningham
- Will Ferrell – Maxime Le Mal
- Joey King – Poppy Prescott
- Sofía Vergara – Valentina
- Stephen Colbert – Perry Prescott
- Chloe Fineman – Patsy Prescott
- Miranda Cosgrove – Margo/Bree Cunningham
- Steve Coogan – Silas Ramsbottom
- Pierre Coffin – Malci
- Dana Gaier – Edith/Blair Cunningham
- Madison Polan – Agnes/Britney Cunningham

## Unutarnje poveznice
- Illumination Entertainment
- Universal Pictures

## Vanjske poveznice
- Gru i Malci: Neustrašivi špijuni u internetskoj bazi filmova IMDb-a (engl.)
- Gru i Malci: Neustrašivi špijuni na Rotten Tomatoes (engl.)